# Св. св. Константин и Елена (Сопотско)
„Св. св. Константин и Елена“ (на македонска литературна норма: „Св. св. Константин и Елена“) е православна възрожденска църква в ресенското село Сопотско, Северна Македония. Църквата е под управлението на Преспанско-Пелагонийската епархия на Македонската православна църква.
Църквата е гробищен храм, разположен в източния край на селото. Иконите в църквата са дело на дебърските майстори Йосиф Мажовски и Яков Мажовски.